# Nikki Budzinski
Nicole Jai Budzinski (/b ə d ˈ z ɪ n s k i / bəd-ZIN-skee), née le 11 mars 1977,, est une femme politique américaine. Elle représente le 13e district de l'Illinois à la Chambre des représentants des États-Unis depuis 2023, en tant que membre du Parti démocrate.
Budzinski travaille pendant la majeure partie de sa carrière pour les syndicats. En 2021, elle est cheffe de cabinet du directeur du Bureau de la gestion et du budget (OMB) de l'administration Biden,.

## Jeunesse et éducation
Budzinski est née à Peoria, dans l'Illinois. Ses grands-parents sont tous deux membres des syndicalistes : Leonard Budzinski, son grand-père, en tant que peintre employé par le district scolaire de Peoria, et sa grand-mère en tant qu'enseignante dans le même district.
Elle est diplômée de l'université de l'Illinois à Urbana-Champaign.

## Début de carrière
Budzinski commence sa carrière au Syndicat international des travailleurs d'Amérique du Nord et à l'Association internationale des pompiers avant de passer sept ans au sein des syndicats des Travailleurs unis de l'alimentation et du commerce (TUAC).
Lors de l'élection au poste de gouverneur de l'Illinois en 2018, Budzinski dirige le comité exploratoire de J. B. Pritzker et est ensuite conseillère principale de sa campagne, se concentrant sur la stratégie politique, les messages et la sensibilisation. Après la victoire de Pritzker, elle est nommée directrice de la transition.
Lorsque Pritzker devient gouverneur le 14 janvier 2019, Budzinski est nommée conseillère principale,. Elle préside simultanément le Broadband Advisory Council (BAC), une agence d'État « chargée d'étendre l'accès, l'adoption et l'utilisation du haut débit » dans l'Illinois. Budzinski démissionne de son poste de conseillère principale du gouverneur en mars 2020. Elle travaille ensuite avec John Podesta pour conseiller le National Climate Jobs Resource Center et est directrice exécutive de Climate Jobs Illinois.
En février 2021, Budzinski, recommandé pour ce poste par Podesta, est nommée cheffr de cabinet de l'Office de la gestion et du budget (OMB). Durant son mandat de cheffe de cabinet, elle contribue à la création de la division Made in America de l'OMB. Le 16 juillet 2021, Budzinski démissionne pour retourner dans l'Illinois, affirmant qu'elle « estime que c'était le bon moment pour revenir [en Illinois]… après avoir démarré les choses ici ».

## Chambre des représentants des États-Unis

### Élections

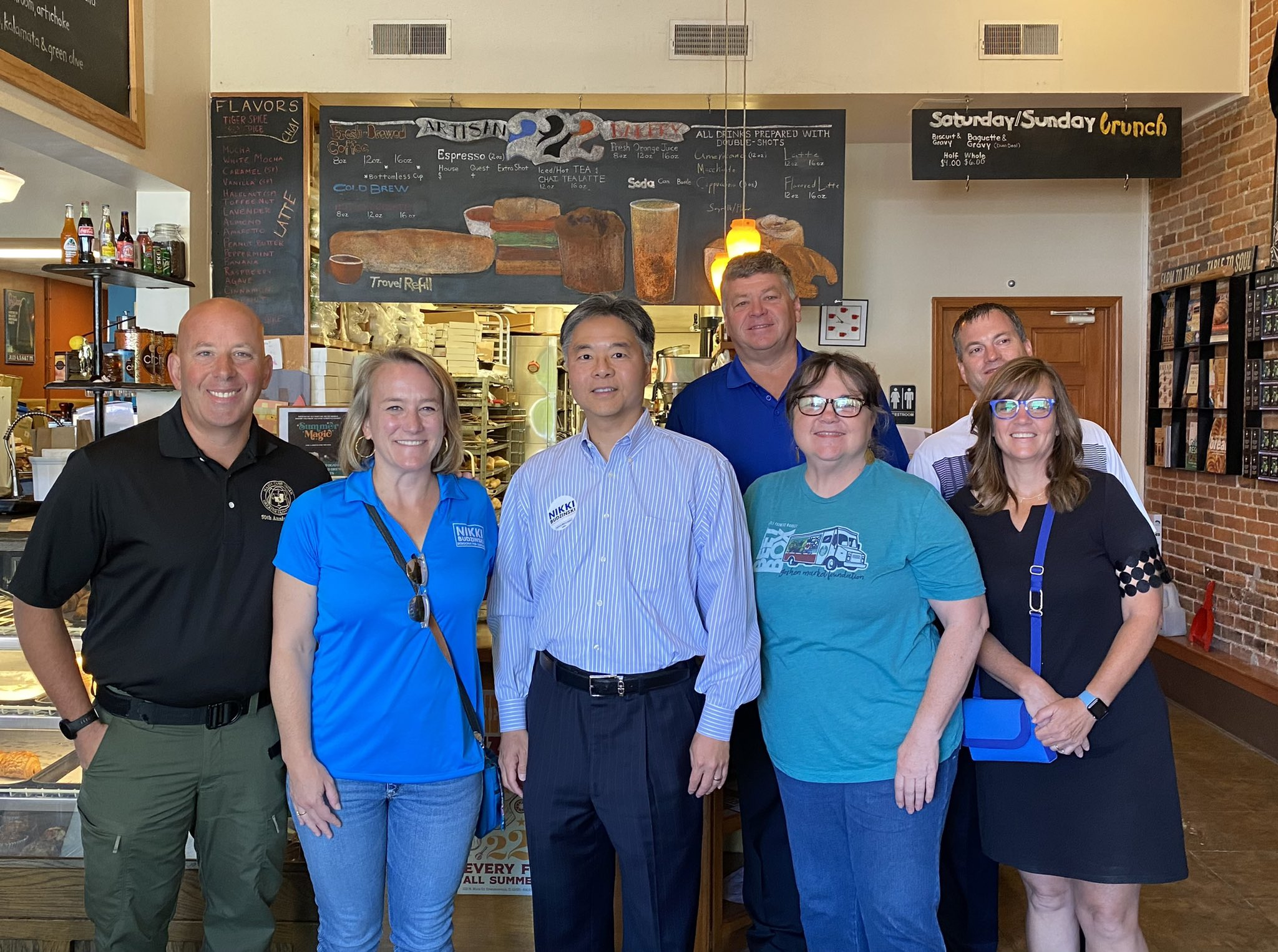
Budzinski (deuxième à gauche) avec le représentant américain Ted Lieu (troisième à gauche) en juin 2022.

Le 24 août 2021, Budzinski annonce sa candidature à l'investiture démocrate pour le 13e district de l'Illinois. Le district a été considérablement redessiné pour favoriser les démocrates ; il comprend désormais le noyau de Metro-East,. Elle remporte la primaire en juin 2022 contre David Palmer et les élections générales de novembre contre la candidate républicaine, Regan Deering. Elle est réélue le 5 novembre 2024 en obtenant 58,1 % des voix.

### Missions des comités
Pour le 118e Congrès :
- Commission de l'agriculture
  - Sous-commission sur les marchés des matières premières, les actifs numériques et le développement rural
  - Sous-comité sur la conservation, la recherche et la biotechnologie
  - Sous-comité sur les produits agricoles généraux, la gestion des risques et le crédit
- Commission des anciens combattants
  - Sous-commission sur la santé